# ロビン・ゴセンス
- ロビン・ゴーゼンス

ロビン・ゴセンス（Robin Gosens, 1994年7月5日 - ）は、ドイツ・エメリッヒ・アム・ライン出身のプロサッカー選手。セリエA・フィオレンティーナ所属。ドイツ代表。ポジションはミッドフィールダー（サイドハーフ）、ディフェンダー（サイドバック）。
ドイツ語では「ゴセンス」ではなく、「ゴーゼンス」と発音する。

## 経歴

### クラブ

#### オランダ時代
当時ドイツ7部リーグに所属していたリーダでプレーしていたところを、オランダのフィテッセの関係者にスカウトされ、2012年にフィテッセの下部組織に入団。フィテッセではトップチームでの出場機会こそ得られなかったが、当時監督を務めていたピーター・ボスによって左サイドバックにコンバートされ、2013年8月13日、クラブと初のプロ契約を交わした。
2014年1月14日、シーズン終了までの契約でエールステ・ディヴィジのドルトレヒトにローン移籍。3日後の1月17日、リーグ第23節のエクセルシオール・ロッテルダム戦に左サイドバックとしてフル出場し、プロデビュー。2月7日、第26節のエメン戦ではプロ初ゴールを記録した。ドルトレヒトはリーグを2位で終え、19年ぶりのエールディヴィジ復帰に貢献した。2014年5月29日、ローン契約が延長され、2014-15シーズンもドルトレヒトでのプレイとなった。8月9日、開幕節のヘーレンフェーン戦でエールディヴィジ初出場。
2015年6月4日、フィテッセとの契約満了により、ヘラクレス・アルメロにフリー移籍。

#### アタランタ
2017年6月2日、イタリアのアタランタに完全移籍。移籍金は90万ユーロと報じられた。
8月20日、2019-20シーズン開幕節のローマ戦でセリエA初出場。2018年4月22日、リーグ第34節のトリノ戦でセリエA初ゴールを挙げた。
2018-19シーズン、2019-20シーズンとより出場機会を増やし、攻撃的なポジションでの起用も増え、得点への関与でパフォーマンスを発揮した。2020-21シーズンは、公式戦44試合に出場し、12ゴール8アシストとチームの躍進に貢献、バルセロナからの関心なども報じられた。　

#### インテルナツィオナーレ・ミラノ
2022年1月27日、買い取り義務が設定されたローンでインテル・ミラノに移籍。買い取り金額は2,500万ユーロ（+アドオン）と報じられた。3月1日、コッパ・イタリア準決勝のミラン戦1stレグで移籍後初出場。4月19日、同ミラン戦の2ndレグで移籍後初ゴールを挙げ、クラブは決勝戦へと駒を進めた。5月11日、ユヴェントスとの決勝戦で出場機会はなかったが、チームは延長戦の末に勝利し、自身初のタイトルを手にした。
2022-23シーズンは左サイドのレギュラーとして迎え、UEFAチャンピオンズリーググループステージのバルセロナ戦でゴールを挙げ、2023年1月18日には、スーペルコッパ・イタリアーナでミランを破り、2つ目のタイトルを手にした。5月24日、決勝でフィオレンティーナを破ってコッパ・イタリアを制し、2連覇を達成した。6月10日、チャンピオンズリーグの決勝のマンチェスター・シティ戦に76分から途中出場したが、0-1で敗れた。

#### ウニオン・ベルリン
2023年8月15日、5年契約で母国ドイツのウニオン・ベルリンに移籍。契約期間は「少なくとも2027年」まで、移籍金は1,500万ユーロと報じられており、ウニオン・ベルリンのクラブ史上最高額になったとみられる。なお、同じドイツのヴォルフスブルクもインテル・ミラノにゴーゼンス獲得のオファーを出していたと報じられている。
2023-24シーズン開幕節のマインツ戦に途中出場しブンデスリーガデビューを果たすと、初先発となった第2節のダルムシュタット戦ではブンデスリーガ初ゴールを含む2得点の活躍を見せた。

#### フィオレンティーナ
2024年8月30日、買い取り義務が設定されたローンでフィオレンティーナに移籍。母国ドイツよりも、長くプレイしてきたイタリアの方が「居心地がよい」と語っている。9月1日、リーグ第3節のモンツァ戦にフル出場し、1-2で迎えた後半アディショナルタイムに、同点に追いつく移籍後初ゴールを挙げた。
UEFAカンファレンスリーグでもパナシナイコス（ギリシャ）戦1stレグでの2アシスト、レアル・ベティス（スペイン）戦2ndレグでの2ゴールなど、大会を通じて8試合で3ゴール4アシストを記録し、シーズンベストイレヴンに選出された。
2025年5月、条件を満たしたため買い取り義務が発効し、フィオレンティーナに完全移籍となった。買い取り金額は750万ユーロと報じられている。

### 代表
オランダ人の父親とドイツ人の母親のもと、ドイツ・ノルトライン＝ヴェストファーレン州のエメリッヒ・アム・ラインで生まれ育ったため、両国の代表資格を有している。
2020年8月、UEFAネイションズリーグに臨むドイツ代表に初招集された。これ以前に、オランダ代表の監督を務めていたロナルド・クーマンからオランダ代表を選択するよう勧誘を受けていたが、「私はドイツで生まれ育ったドイツ人だと感じている」として断っている。9月3日のスペイン戦で初出場し、この試合でアシストを記録した。
2021年5月、UEFA EUROに臨むメンバーに選出された。本大会直前の6月7日、ラトビアとの親善試合で代表初ゴールを記録。迎えた本大会では、グループステージのポルトガルで、相手のオウンゴールを誘発するクロス、カイ・ハフェルツの決勝ゴールをアシスト、自らもチームの4点目を挙げ、4-2での勝利に貢献した。
2022年、FIFAワールドカップのメンバーには選外となったが、監督のハンジ・フリックはその理由として、能力に疑いの余地はないが、所属クラブのインテルで同ポジションにフェデリコ・ディマルコがおり、完全なレギュラーではなく、他の候補選手と比べてプレイ時間が短いためだと説明した。

## 個人成績

### クラブ
| 国内大会個人成績 | 国内大会個人成績   | 国内大会個人成績 | 国内大会個人成績 | 国内大会個人成績 | 国内大会個人成績 | 国内大会個人成績 | 国内大会個人成績 | 国内大会個人成績 | 国内大会個人成績 | 国内大会個人成績 | 国内大会個人成績 |
| 年度             | クラブ             | 背番号           | リーグ           | リーグ戦         | リーグ戦         | リーグ杯         | リーグ杯         | オープン杯       | オープン杯       | 期間通算         | 期間通算         |
| 年度             | クラブ             | 背番号           | リーグ           | 出場             | 得点             | 出場             | 得点             | 出場             | 得点             | 出場             | 得点             |
| オランダ         | オランダ           | オランダ         | オランダ         | リーグ戦         | リーグ戦         | リーグ杯         | リーグ杯         | KNVBカップ       | KNVBカップ       | 期間通算         | 期間通算         |
| ---------------- | ------------------ | ---------------- | ---------------- | ---------------- | ---------------- | ---------------- | ---------------- | ---------------- | ---------------- | ---------------- | ---------------- |
| 2013-14          | ドルトレヒト       | 5                | エールステ       | 16               | 1                | -                | -                | 0                | 0                | 16               | 1                |
| 2014-15          | ドルトレヒト       | 8                | エールディヴィジ | 31               | 2                | -                | -                | 2                | 0                | 33               | 2                |
| 2015-16          | ヘラクレス         | 21               | エールディヴィジ | 32               | 2                | -                | -                | 3                | 1                | 35               | 3                |
| 2016-17          | ヘラクレス         | 21               | エールディヴィジ | 28               | 2                | -                | -                | 2                | 0                | 30               | 2                |
| イタリア         | イタリア           | イタリア         | イタリア         | リーグ戦         | リーグ戦         | イタリア杯       | イタリア杯       | オープン杯       | オープン杯       | 期間通算         | 期間通算         |
| 2017-18          | アタランタ         | 8                | セリエA          | 21               | 1                | 2                | 0                | -                | -                | 23               | 1                |
| 2018-19          | アタランタ         | 8                | セリエA          | 28               | 3                | 3                | 0                | -                | -                | 31               | 3                |
| 2019-20          | アタランタ         | 8                | セリエA          | 34               | 9                | 1                | 0                | -                | -                | 35               | 9                |
| 2020-21          | アタランタ         | 8                | セリエA          | 32               | 11               | 5                | 0                | -                | -                | 37               | 11               |
| 2021-22          | アタランタ         | 8                | セリエA          | 6                | 1                | 0                | 0                | -                | -                | 6                | 1                |
| 2021-22          | インテル・ミラノ   | 18               | セリエA          | 7                | 0                | 2                | 1                | -                | -                | 9                | 1                |
| 2022-23          | インテル・ミラノ   | 8                | セリエA          | 32               | 3                | 5                | 0                | -                | -                | 37               | 3                |
| ドイツ           | ドイツ             | ドイツ           | ドイツ           | リーグ戦         | リーグ戦         | リーグ杯         | リーグ杯         | DFBポカール      | DFBポカール      | 期間通算         | 期間通算         |
| 2023-24          | ウニオン・ベルリン | 6                | ブンデスリーガ   | 30               | 6                | -                | -                | 1                | 0                | 31               | 6                |
| 2024-25          | ウニオン・ベルリン | 6                | ブンデスリーガ   | 1                | 0                | -                | -                | 1                | 0                | 2                | 0                |
| イタリア         | イタリア           | イタリア         | イタリア         | リーグ戦         | リーグ戦         | イタリア杯       | イタリア杯       | オープン杯       | オープン杯       | 期間通算         | 期間通算         |
| 2024-25          | フィオレンティーナ | 21               | セリエA          | 32               | 5                | 1                | 0                | -                | -                | 33               | 5                |
| 2025-26          | フィオレンティーナ | 21               | セリエA          |                  |                  |                  |                  | -                | -                |                  |                  |
| 通算             | オランダ           | オランダ         | エールステ       | 16               | 1                | -                | -                | 0                | 0                | 16               | 1                |
| 通算             | オランダ           | オランダ         | エールディヴィジ | 91               | 6                | -                | -                | 7                | 1                | 98               | 7                |
| 通算             | イタリア           | イタリア         | セリエA          | 192              | 33               | 19               | 1                | -                | -                | 211              | 34               |
| 通算             | ドイツ             | ドイツ           | ブンデスリーガ   | 31               | 6                | -                | -                | 2                | 0                | 33               | 6                |
| 総通算           | 総通算             | 総通算           | 総通算           | 330              | 46               | 19               | 1                | 9                | 1                | 358              | 48               |

### 代表
| ドイツ代表 | 国際Aマッチ | 国際Aマッチ |
| 年         | 出場        | 得点        |
| ---------- | ----------- | ----------- |
| 2020       | 4           | 0           |
| 2021       | 9           | 2           |
| 2022       | 1           | 0           |
| 2023       | 6           | 0           |
| 2024       | 3           | 0           |
| 2025       | 1           | 0           |
| 通算       | 24          | 2           |

#### ゴール
| #  | 年月日        | 開催地                                | 対戦国     | 勝敗 | 試合概要       |
| -- | ------------- | ------------------------------------- | ---------- | ---- | -------------- |
| 1. | 2021年6月7日  | デュッセルドルフ・アレーナ（ ドイツ） | ラトビア   | ○7-1 | 親善試合       |
| 2. | 2021年6月19日 | アリアンツ・アレーナ（ ドイツ）       | ポルトガル | ○4-2 | UEFA EURO 2020 |

## タイトル

### クラブ
インテル・ミラノ
- コッパ・イタリア（2021-22, 2022-23）[22][25]
- スーペルコッパ・イタリアーナ（2022）[24]

### 個人
- セリエA シーズンベストイレヴン（2019-20）[46]
- UEFAカンファレンスリーグ シーズンベストイレヴン（2024-25）[36]